# Salem Al-Dawsari
Salem Mohammed Shafi Al-Dawsari (arabiska: سَالِم مُحَمَّد شَافِي الدَّوْسَرِيّ;), född 19 augusti 1991 är en saudiarabisk professionell fotbollsspelare som spelar för Al-Hilal i Saudi pro Leauge. Han spelar även för Saudiarabiens herrlandslag i fotboll; han är även lagkapten för Al-Hilal.

## Uppväxt
Al-Dawsari, som är född i Jidda, gick med i Al-Hilals ungdomsakademi vid åldern av 14. Familjens fotbollsintresse spelade en avgörande roll för att förstärka hans intresse för sporten. Han är inte släkt med Khalifah Al-Dawsari eller Nasser Al-Dawsari som är lagkamrater både i landslaget och Al-Hilal.

## Klubbkarriär
Al-Dawsari gjorde sin debut för Al Hilal 2010 vid 19 års ålder. Förutom ett år på lån hos Villarreal som en del av ett avtal mellan Saudiarabiens fotbollsförbund och La Liga, har han tillbringat hela sin karriär i Al Hilal.
Al-Dawsari gjorde ett ligamatch för Villarreal då han kom in som ersättare mot Real Madrid när "The yellow Submarine" gjorde en comeback så det blev 2–2.
I den andra matchen av AFC Champions League-finalen 2019 den 24 november gjorde Al-Dawsari öppningsmålet i en slutlig 2–0 bortaseger mot Urawa Red Diamonds, där Al-Hilal vann titeln efter en sammanlagd seger med 3–0 titeln tillät dem att kvalificera sig till 2019 FIFA Club World Cup.

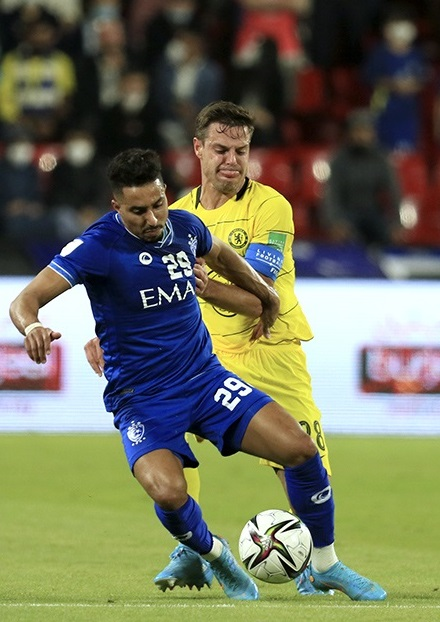
Al-Dawsari(väsnter) i kamp mot Chelseas César Azpilicueta under 2021 Club world Cup

Den 7 februari 2023 gjorde Al-Dawsari två straffmål mot den brasilianska klubben Flamengo i semifinalen i 2022 FIFA Club World Cup. Al Hilal vann med 3–2 och blev den första saudiarabiska klubben att nå finalen i klubb-VM.

## Internationella karriären
Al-Dawsari blev upkallad till Saudiarabiens landslag inför VM-kvalet 2014, och gjorde sitt första landslagsmål i en bortamatch mot Australien 2014. I maj 2018 utsågs han till Saudiarabiens trupp till fotbolls-VM 2018 i Ryssland. Den 25 juni gjorde Al-Dawsari ett sent segermål när hans lag vann med 2–1 över Egypten i sin sista gruppspelsmatch i VM.
Den 22 november 2022 gjorde Al-Dawsari sitt andra mål vid ett fotbolls-VM, hans första vid 2022 års upplaga i Qatar var i en match mot Argentina. Han körde runt strafformrådet innan han sköt den  förbi Emiliano Martínez för att få Saudiarabien till ledning med 2–1, som det slutade i en historisk chockseger för Saudiarabiens landslag. Den 30 november gjorde han ett mål mot Mexiko, där han kvitterade rekordet för flest mål gjorda av en saudisk spelare i VM, som var  tre mål av Sami Al-Jaber, när Saudiarabien lämnade VM med en 2–1-förlust mot Mexiko.

## Meriter

### Al-Hilal
- Saudi Pro League: 2016–17, 2017–18, 2019–20[8], 2020–21, 2021–22, 2023–24
- King's Cup: 2015, 2017, 2019–20, 2022–23, 2023–24
- Saudi Crown Prince Cup: 2011–12, 2012–13, 2015–16
- Saudi Super Cup: 2018, 2021, 2023,[9] 2024[10]
- AFC Champions League: 2019, 2021

### Individuellt
- IFFHS AFC Man Team of the Year: 2020[11]
- IFFHS AFC Men's Team of the Decade 2011–2020[12]
- AFC Champions League MVP: 2021[13]
- Saudi Professional League Player of the Month: January 2023
- AFC Player of the Year: 2022[14]